# Liên Sơn, Gia Viễn
Liên Sơn là một xã nằm ở phía bắc của huyện Gia Viễn, tỉnh Ninh Bình, Việt Nam.

## Địa lý
Xã Liên Sơn nằm ở phía bắc huyện Gia Viễn, cách trung tâm thành phố Ninh Bình là 24 km, có vị trí địa lý:
- Phía bắc giáp xã Gia Hưng
- Phía đông giáp xã Gia Hoà
- Phía nam giáp xã Gia Phú
- Phía tây giáp huyện Nho Quan.

Xã Liên Sơn có diện tích là 6,80 km², dân số năm 2019 là 5.522 người, mật độ dân số đạt 812 người/km².
Xã Liên Sơn là xã có địa hình gồm nhiều đồi đất, sỏi nối tiếp nhau, tiếp giáp với sông Hoàng Long.
Nơi đây có câu truyền miệng: "Mía Nông ngò, Bò xóm Hạ, Mạ cây gai, Trai xóm Lấm".

## Hành chính
Xã Liên Sơn được chia thành 3 thôn: Uy Viễn (gồm 8 xóm: Đồi Cốc, Đồi Sa, Hòn, Lấm, Nội Trong, Nội Ngoài, Chóc, Nông Ngò), Bình Khang, Sơn Dương.

## Lịch sử
Xã này được thành lập theo quyết định 450/QN-TC ngày 05/12/1953 trên cơ sở xã Gia Hưng.

## Văn hóa

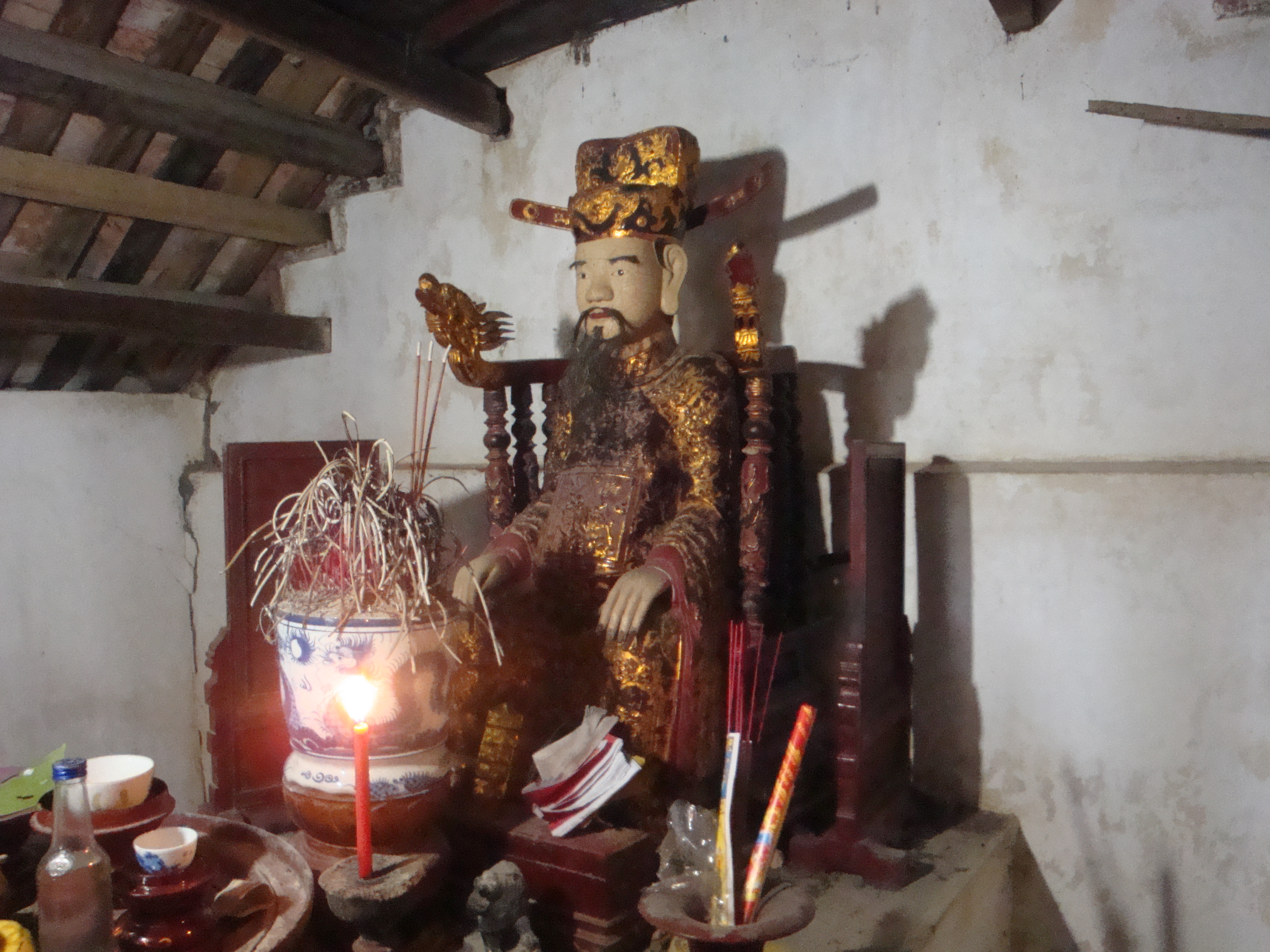
Tượng Trịnh Tú ở đền thờ xã Liên Sơn, Gia Viễn, Ninh Bình

Liên Sơn là xã vùng trũng, nằm trong khu bảo tồn thiên nhiên Vân Long, một khu bảo tồn ngập nước lớn nhất Bắc Bộ. Theo phân chia hành chính, Liên Sơn sở hữu phần trung tâm của đầm Cút, ở giữa 2 xã Gia Hưng và Gia Hòa.
Liên Sơn nằm rất gần động Hoa Lư là căn cứ ban đầu của Đinh Bộ Lĩnh và xã Gia Thủy là quê ngoại Vua Đinh nên có rất nhiều di tích thời Đinh ở đây. Xã Liên Sơn có đình Bình Khang là nơi thờ vị thần Quý Minh là người giúp Vua Đinh nên rất được sùng bái trong không gian Hoa Lư tứ trấn. Liên Sơn cũng là nơi duy nhất có đền thờ riêng hai vị trung thần nhà Đinh là đền Ngọc Sơn thôn Uy Viễn thờ Lưu Cơ và đền Quan Thái Bảo ở xóm Trường Xuân thờ Trịnh Tú, họ đều là những người bạn và là trung thần của Đinh Bộ Lĩnh.
Đây cũng là xã được công nhận Anh hùng lực lượng vũ trang nhân dân Lưu trữ ngày 15 tháng 3 năm 2016 tại Wayback Machine.